# Amina Aqdas
Amina Aqdas, död 1893, var en av gemålerna till shah Nassredin Shah (regerade 1848-1896).
Hon var dotter till en fattig herde i en by nära Garrūs i Kurdistan, Persien, och anställdes 1859 som tjänare hos en av shahens hustrur, Anīs-al-dawla, i Qajardynastins harem. 
Hon blev snart en av shahens favorithustrur, och blev känd för det stora inflytande hon fick över honom. Hon ska skickligt ha manipulerat hans svagheter och använt sitt inflytande för att gynna sin brorson Aziz Al-Soltan, som blev en av shahens inflytelserika favoriter; hon allierade sig med premiärminister Mirza Ali Asghar Khan Amin al-Soltan, vars karriär hon gynnade. Shahen gav henne flera inflytelserika uppgifter inne i haremet, så som att vakta shahens sigill och samtliga de presenter han mottog. 
Hon blev 1890 den första kungliga hustru från Persien som besökte Västerlandet, när hon fick tillstånd att göra en sjukresa till Europa för att få behandling för sin ögonsjukdom, en resa som fick stor kritik av prästerskapet. Samma år blev hon förlamad på grund av en stroke. 